# Atid, Harghita
Atid (în maghiară Etéd) este satul de reședință al comunei cu același nume din județul Harghita, Transilvania, România.

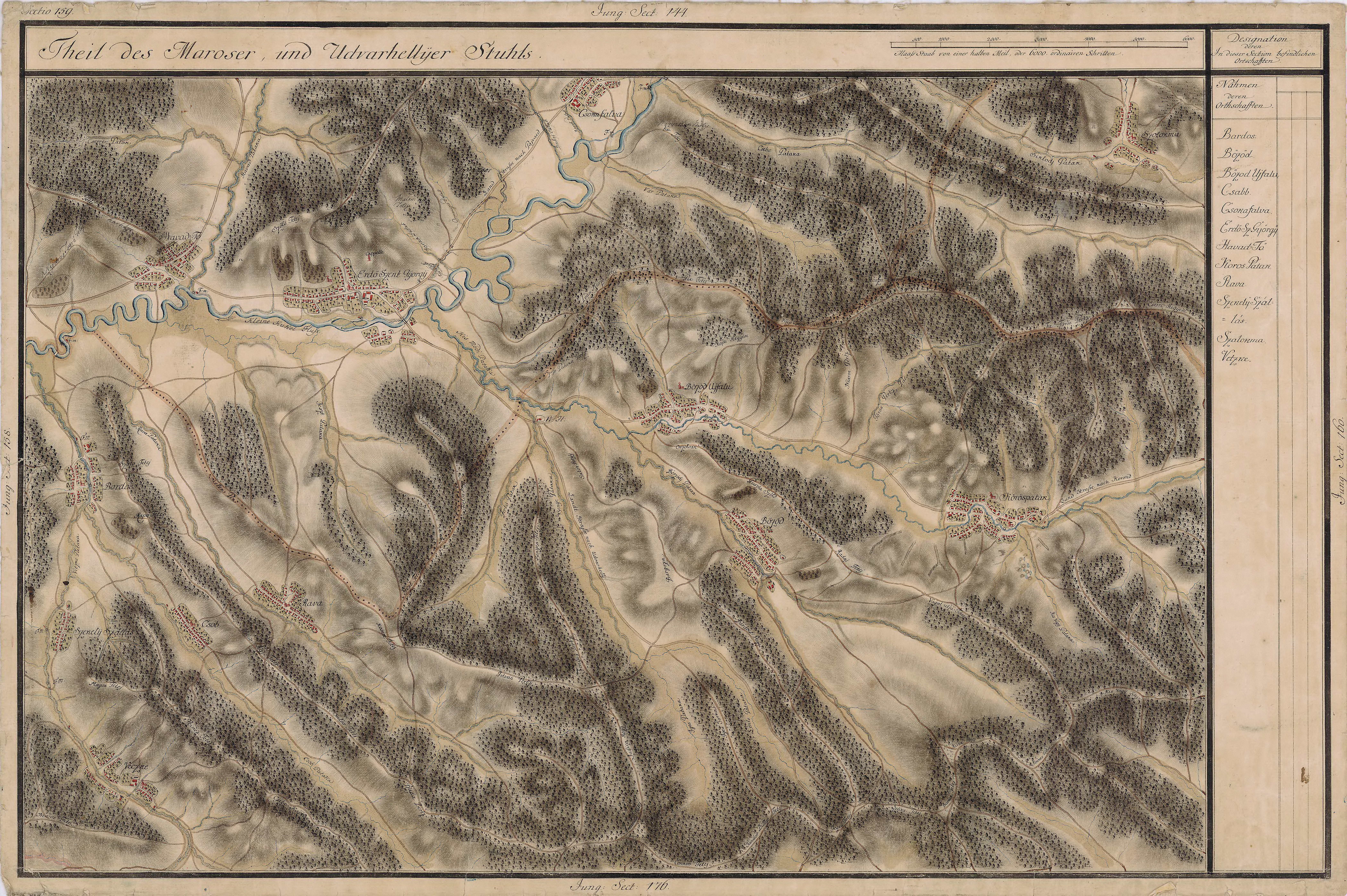
Atid în Harta Iosefină a Transilvaniei, 1769-73

## Vezi și
- Biserica reformată din Atid

## Imagini

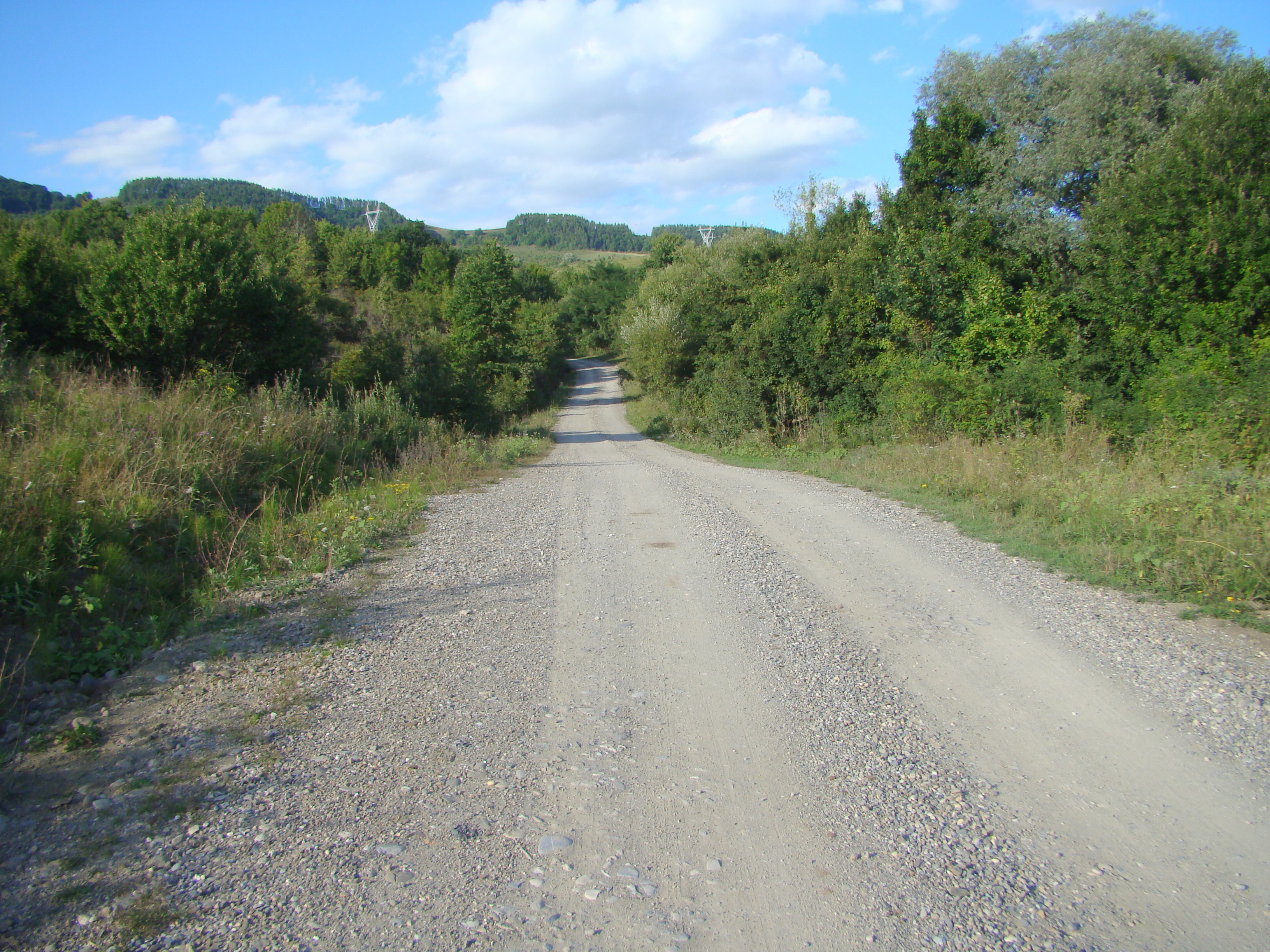
Drumul Atia-Atid
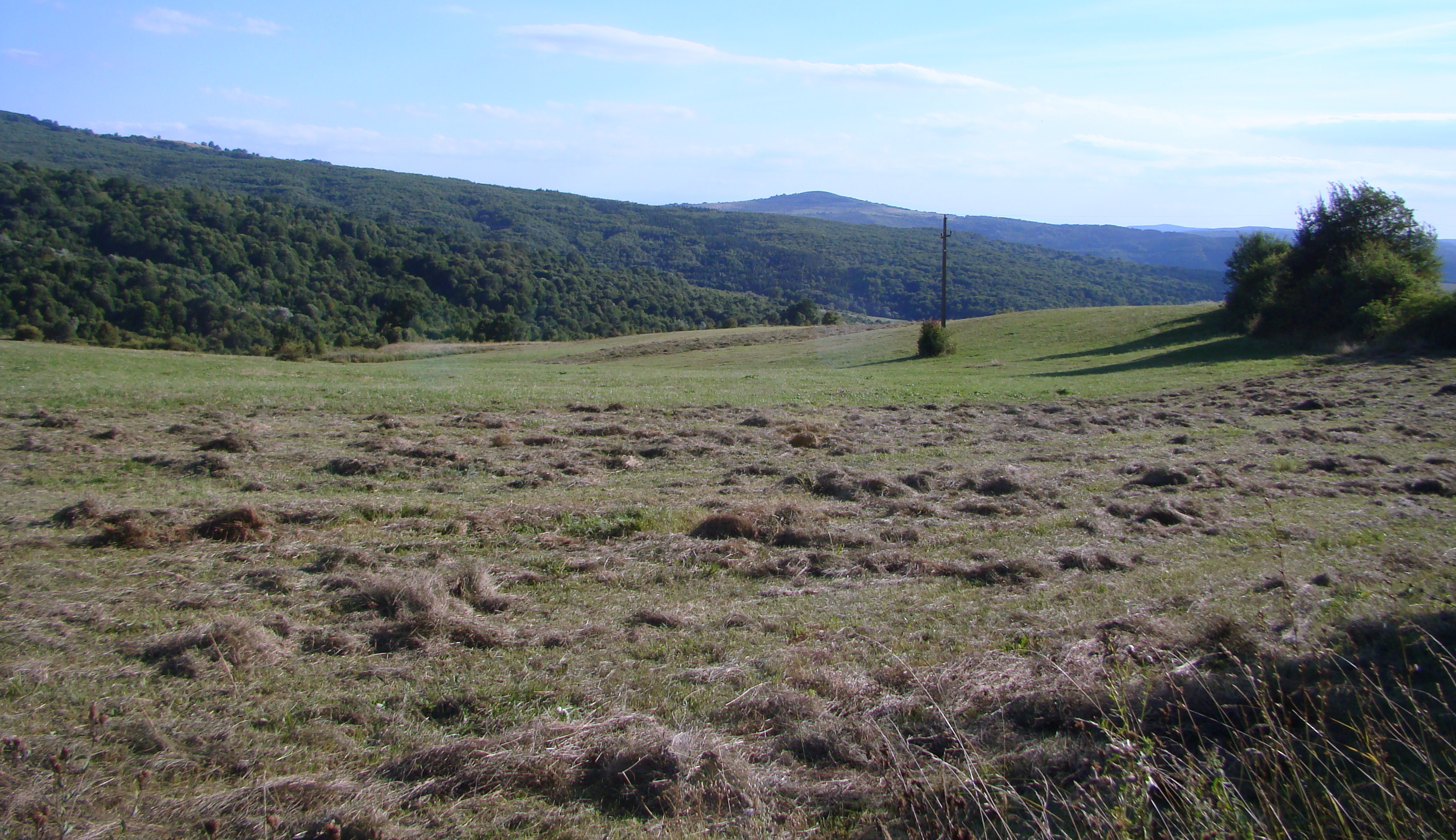
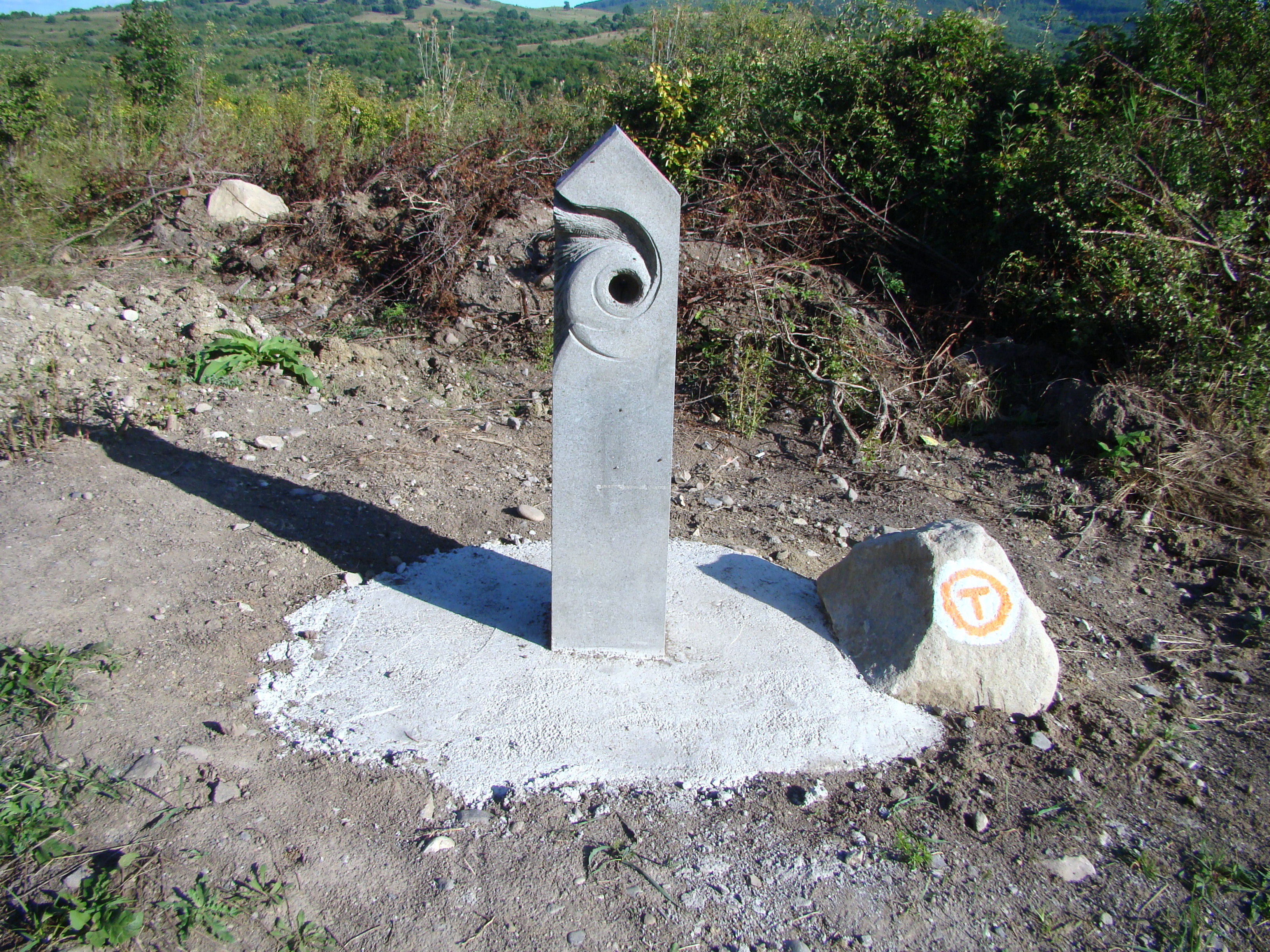
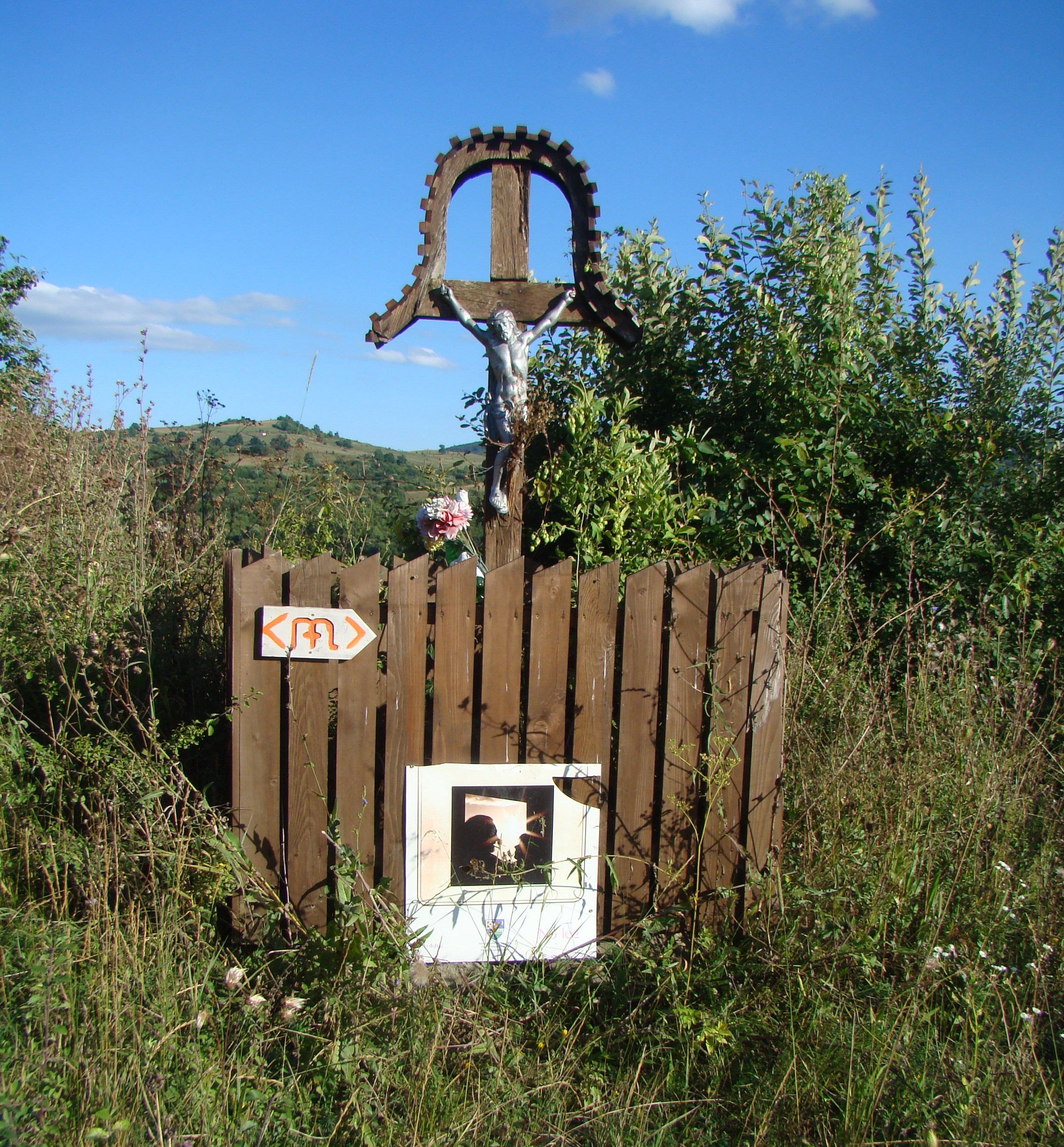
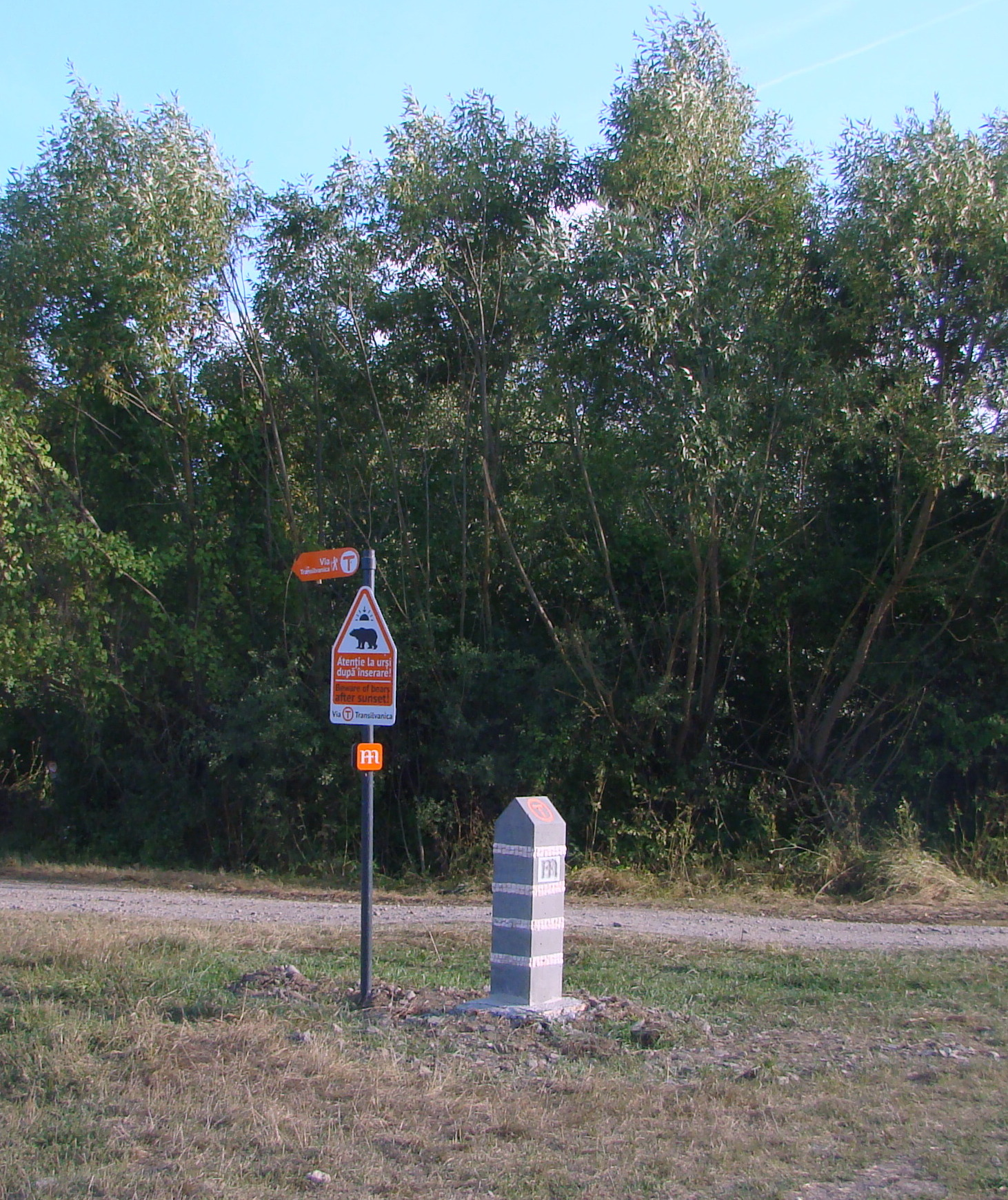
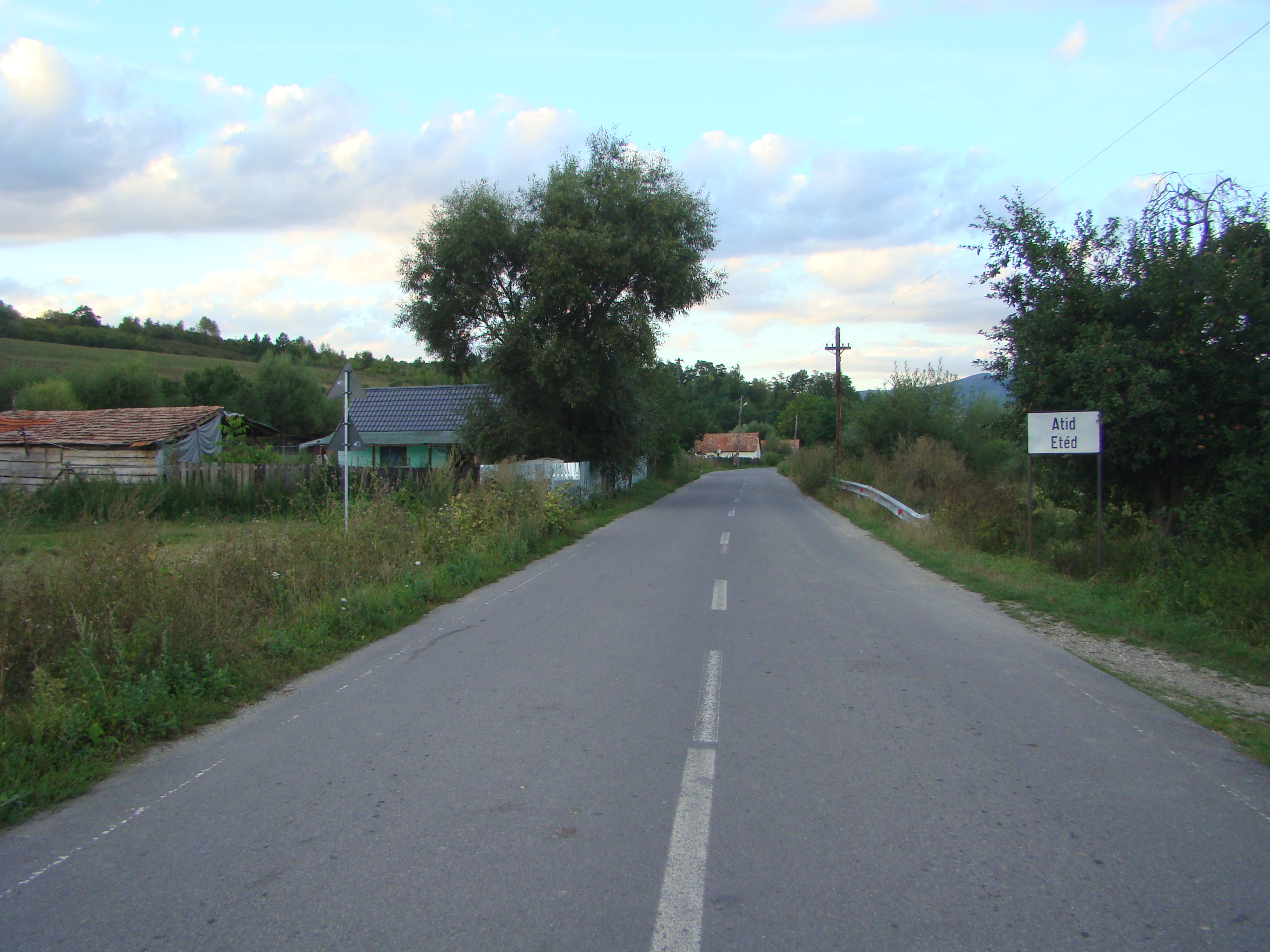
Intrarea dinpre Crișeni
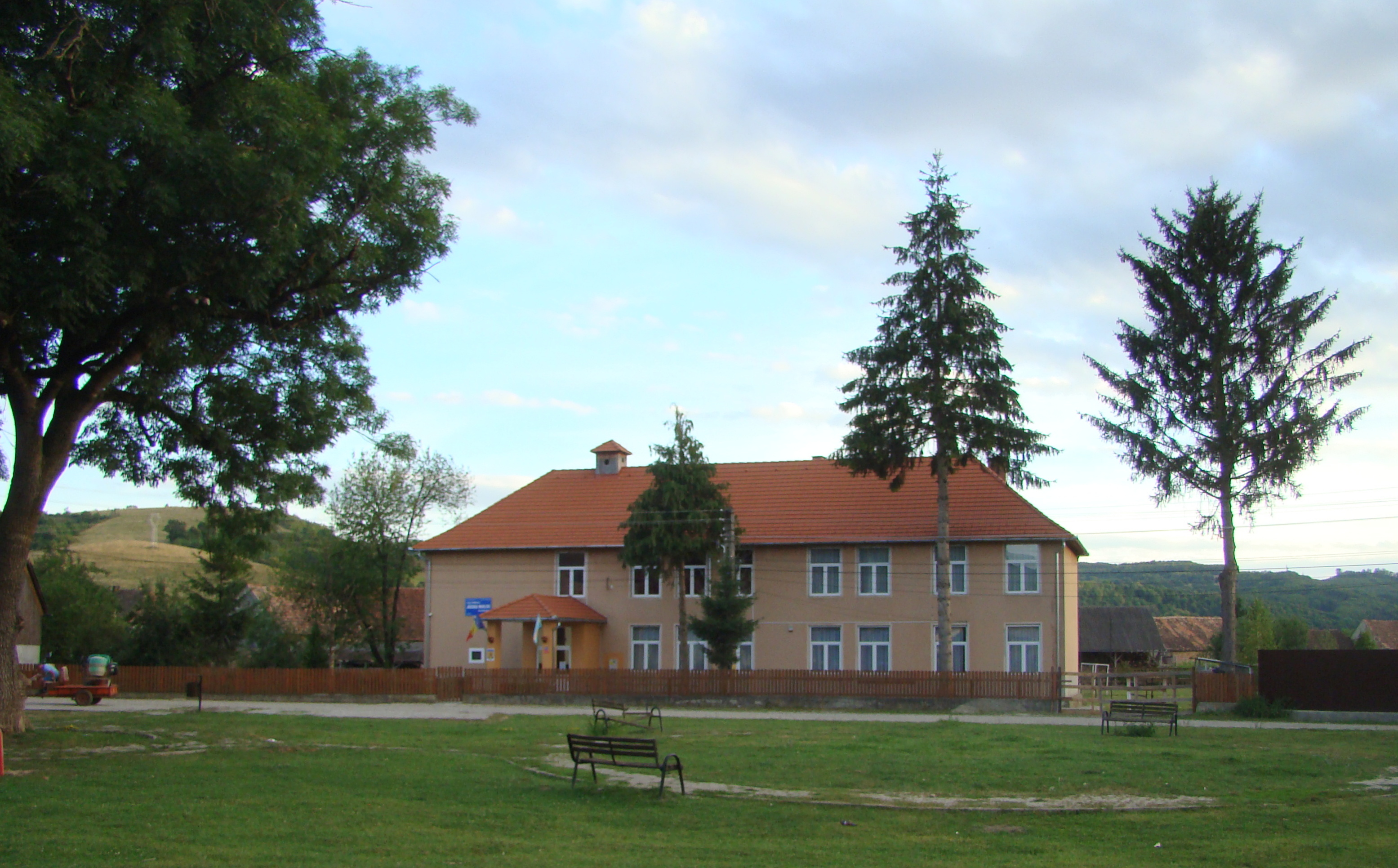
Școala
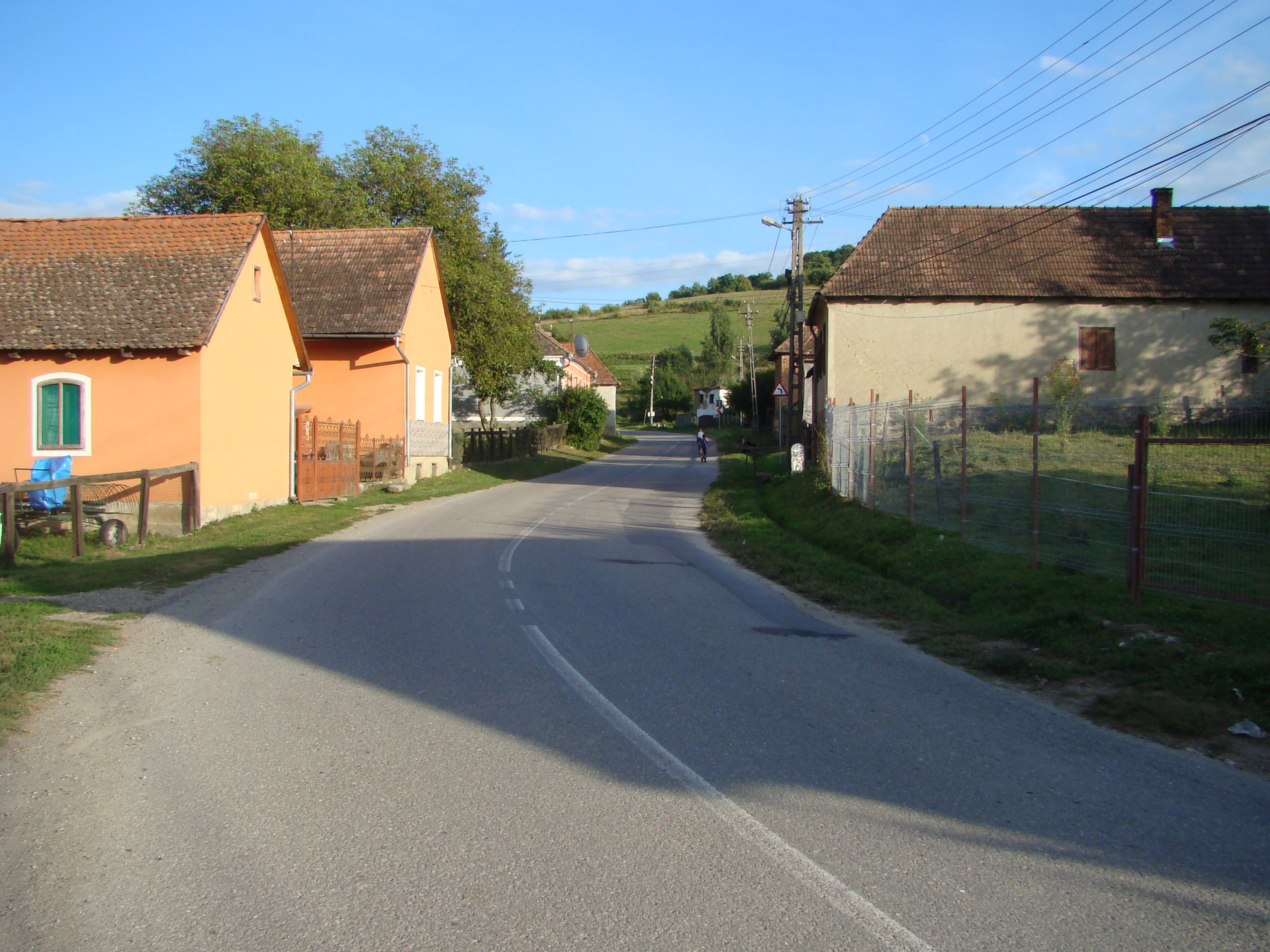
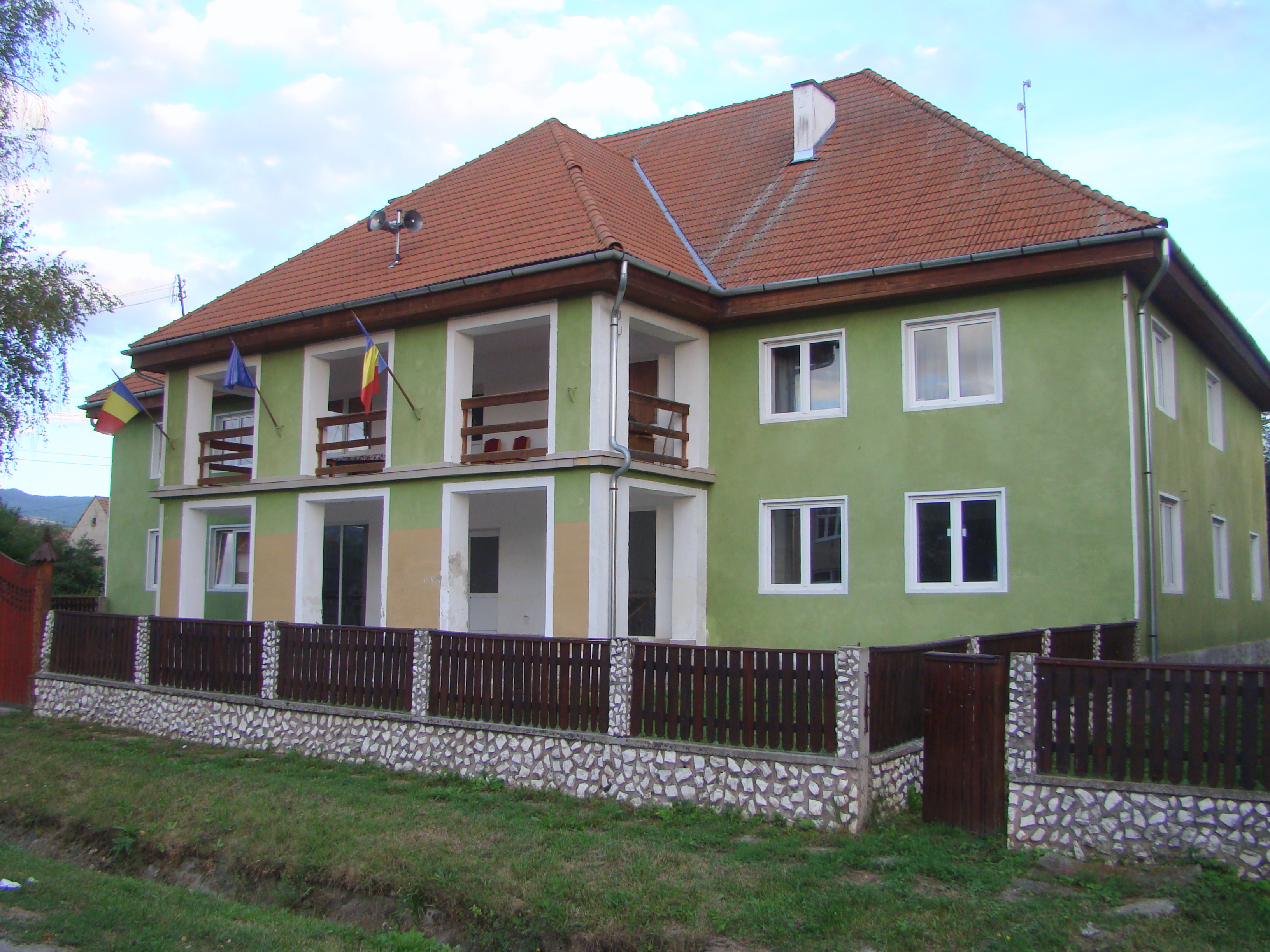
Primăria comunei
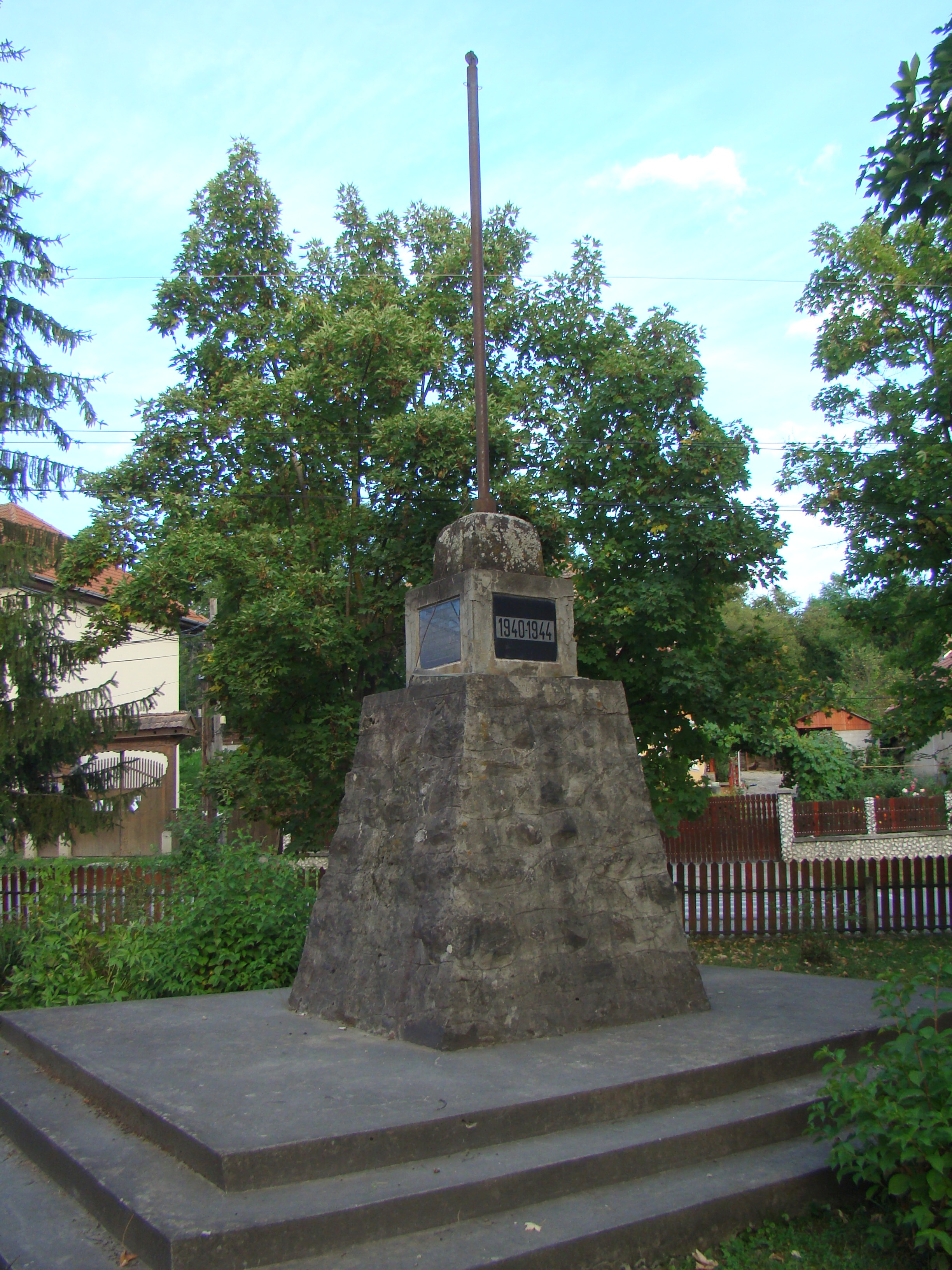
Monumentul din parcul localității
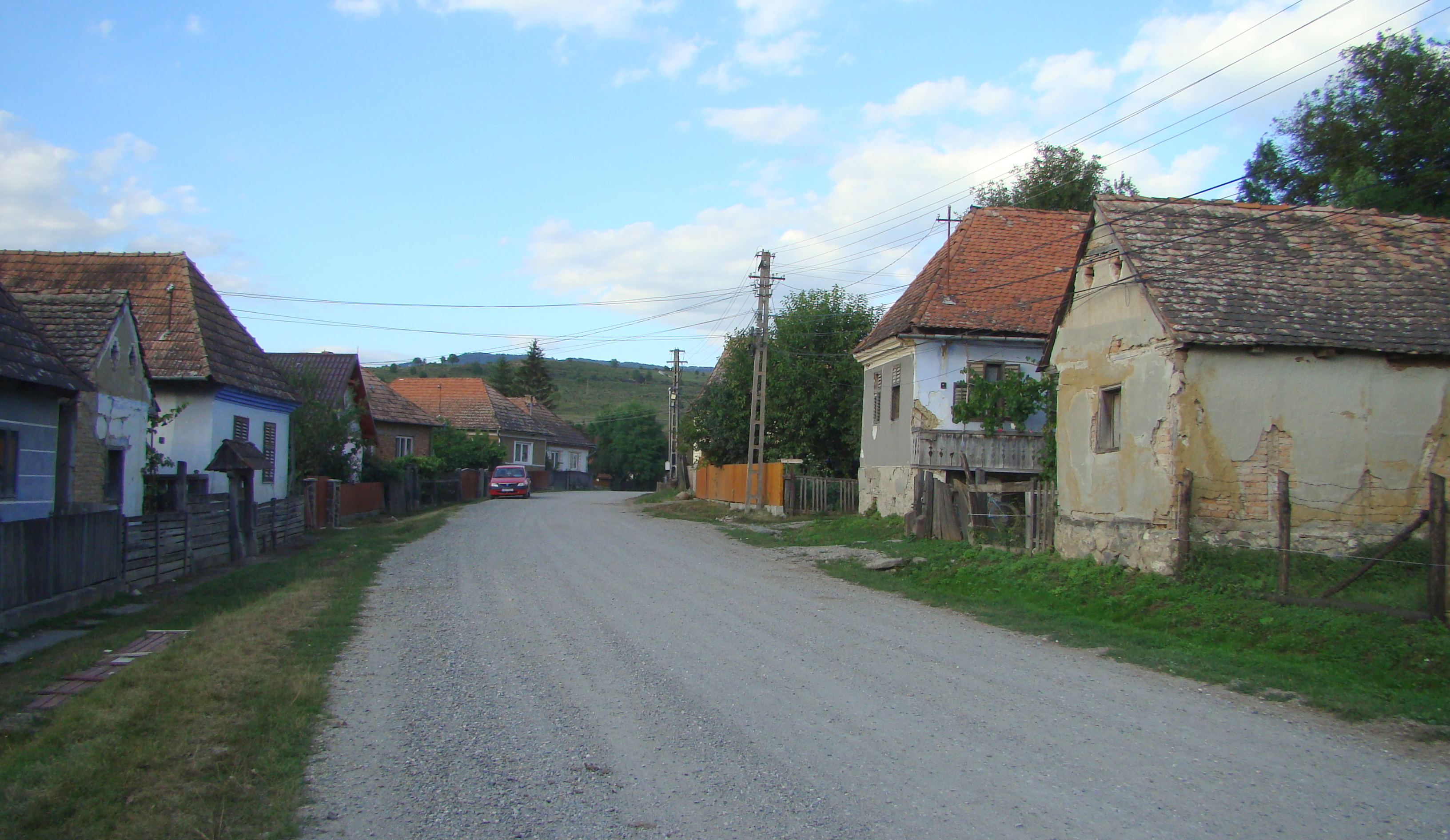
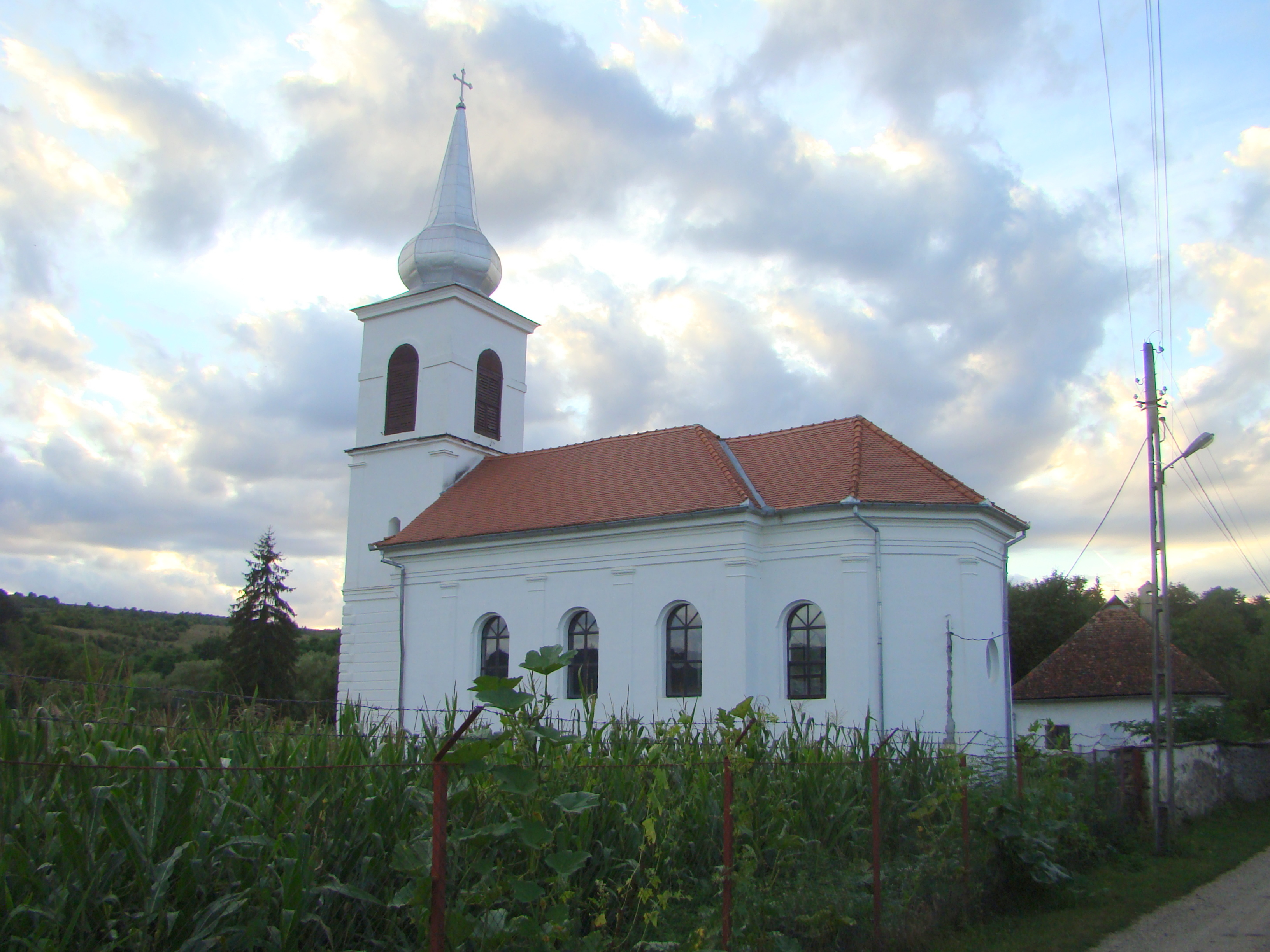
Biserica romano-catolică (1875)